# Paratemnoides laosanus
Paratemnoides laosanus är en spindeldjursart som först beskrevs av Beier 1951.  Paratemnoides laosanus ingår i släktet Paratemnoides och familjen Atemnidae. Inga underarter finns listade i Catalogue of Life.